# Kulikovo
Kulikovo (en rus: Куликово) és un poble de l'óblast de Lípetsk, a Rússia, que el 2018 tenia 1.409 habitants. Pertany al districte rural d'Úsman.